# Teoria M
En física, la teoria M és una teoria que unifica totes les versions consistents de la teoria de supercordes. Edward Witten fou el primer a conjecturar l'existència d'una teoria d'aquest tipus en una conferència sobre la teoria de cordes a la Universitat del Sud de Califòrnia, la primavera del 1995. La proposta de Witten va desfermar una allau de recerca coneguda com la segona revolució de supercordes.
Abans de la proposta de Witten, els teòrics de cordes havien identificat cinc versions de la teoria de supercordes. Encara que aquestes teories semblaven ser molt diferents a primera vista, el treball de diversos físics va mostrar que les teories tenien relacions intricades i no-trivials entre si. Particularment, es trobà que les teories aparentment distintes es podien unificar a través de transformacions matemàtiques, la dualitat S i la dualitat T. La conjectura de Witten prenia com a fonaments l'existència d'aquestes dualitats i la relació de les teories de cordes amb una teoria de camp anomenada supergravetat en onze dimensions.
No es coneix una formulació completa de la teoria M; aquesta hauria de descriure objectes de dues i cinc dimensions anomenats branes i aproximar-se per la supergravetat en onze dimensions a baixes energies. Els intents moderns de formular la teoria M sovint es basen en la teoria de matrius o la correspondència AdS/CFT.
Les investigacions en l'estructura matemàtica de la teoria M han propagat resultats teòrics importants en física i matemàtiques. Més especulativament, la teoria M podria proporcionar el marc per desenvolupar una teoria del tot que unifiqués les forces fonamentals de la natura. Els intents de connectar la teoria M amb l'experimentació típicament se centren en compactar les seves dimensions extres per construir models candidats del nostre món quadridimensional, encara que fins avui cap ha estat prou exitós.

## Rerefons

### Gravetat quàntica i cordes

Els objectes fonamentals de la teoria de cordes són cordes obertes i tancades.

Un dels problemes més cabdals de la física moderna és la gravetat quàntica. La descripció actual de la gravetat es basa en la teoria general de la relativitat d'Albert Einstein, que es formula dins el marc de la física clàssica. Tanmateix, les altres forces fonamentals es descriuen dins el marc de la mecànica quàntica, un formalisme radicalment diferent per descriure els fenòmens físics que es basa en la probabilitat. Per reconciliar la relativitat general amb els principis de la mecànica quàntica es necessita una teoria quàntica de la gravetat, però no és fàcil aplicar les prescripcions usuals de la teoria quàntica a la força de la gravetat.
La teoria de cordes és un marc teòric que pretén reconciliar la gravetat i la mecànica quàntica. En la teoria de cordes, les partícules puntuals de la física de partícules es reemplacen per objectes unidimensionals anomenats cordes. La teoria de cordes descriu com aquestes cordes es propaguen a través de l'espai i interaccionen entre si. En una versió donada de la teoria de cordes només hi ha un tipus de corda, que pot aparèixer com un petit bucle o com el segment d'una corda ordinària i pot vibrar de diferents maneres. A distàncies d'ordre superior a la magnitud de la corda, una corda es veurà com una partícula ordinària, amb unes certes massa, càrrega i altres propietats determinades per l'estat vibratori de la corda. D'aquesta manera, totes les diverses partícules elementals poden veure's com cordes en vibració. Un dels estats vibratoris d'una corda dona lloc al gravitó, una hipotètica partícula quàntica mediadora de la força gravitatòria.
Hi ha fins a cinc versions de la teoria de cordes: tipus I, tipus IIA, tipus IIB i dos sabors de la teoria de cordes heteròtiques (SO(32) i E₈×E₈). Les diferents teories permeten diferents tipus de cordes i les partícules que sorgeixen a baixes energies hi exhibeixen diferents simetries. Per exemple, el tipus I inclou cordes obertes (que són segments amb dos extrems) i tancades (que formen bucles tancats), mentre que els tipus IIA i IIB només inclouen cordes tancades. Cadascuna d'aquestes cinc teories de cordes és un cas concret de la teoria M. Aquesta teoria, com els seus predecessors, és un exemple de teoria quàntica de la gravetat. Descriu una força com la familiar força gravitacional subjecta a les regles de la mecànica quàntica.

### Nombre de dimensions

Un exemple de compactació: des de grans distàncies, una superfície tubular bidimensional amb una dimensió circular es veu unidimensional.

En la vida quotidiana identificam tres dimensions de l'espai: alçada, amplada i profunditat. La teoria general de la relativitat d'Einstein tracta el temps com una dimensió al nivell de les tres dimensions espacials; el temps i l'espai no es modelen com entitats separades sinó com un espaitemps quadridimensional. En aquest marc, el fenomen de la gravetat es veu com una conseqüència de la geometria de l'espaitemps.
Tot i que l'espaitemps quadridimensional descriu adequadament l'univers, hi ha una sèrie de raons per les quals els físics consideren teories amb un altre nombre de dimensions. En alguns casos, modelant l'espaitemps en un nombre diferent de dimensions les teories esdevenen matemàticament més tractables i es poden realitzar càlculs i generalitzacions més fàcilment. També hi ha situacions en què les teories en dues o tres dimensions de l'espaitemps són útils per descriure fenòmens en física de la matèria condensada. Finalment, existeixen escenaris en què podria haver-hi més de quatre dimensions, que no s'haurien detectat.
És notable que la teoria de cordes i la teoria M necessiten dimensions addicionals de l'espaitemps per ser consistents matemàticament. En la teoria de cordes, l'espaitemps és de 10 dimensions, mentre que en la teoria M és d'11. Per poder descriure fenòmens físics reals fent ús d'aquestes teories, s'han d'imaginar situacions en què aquestes dimensions addicionals no es detectarien als experiments.
La compactació és una manera de modificar el nombre de dimensions en una teoria física. En la compactació, s'assumeix que algunes de les dimensions extra s'«enrotllen» sobre si mateixes format cercles. En el límit en què aquestes dimensions encorbades són molt petites, s'obté una teoria en què l'espaitemps té a la pràctica un nombre menor de dimensions. Una analogia estàndard és considerar un objecte multidimensional, anem a dir una mànega. Si es veu des de prou lluny, la mànega sembla tenir una única dimensió (la longitud), però des de més a prop se n'observa una segona (la circumferència). Així, una formiga que camina sobre la superfície de la mànega es mouria en dues dimensions.

### Dualitats

Un diagrama de les dualitats de la teoria de cordes. Les fletxes grogues indiquen dualitat-S i les blaves dualitat-T. Aquestes dualitats es poden combinar per obtenir equivalències de qualsevol de les cinc teories amb la teoria M.

Les teories postulades com a casos límit de la teoria M resulten estar relacionades de maneres no-trivials entre si. Una de les relacions que pot existir entre aquestes teories físiques diferents s'anomena dualitat-S. És una relació que implica que una col·lecció de partícules en interacció forta en una certa teoria poden veure's com una col·lecció de partícules en interacció feble en una teoria completament diferent. Per dir-ho asprament, una col·lecció de partícules estan en interacció forta si es combinen i es desintegren sovint i en interacció feble si ho fan infreqüentment. La teoria de tipus I resulta ser equivalent a la teoria heteròtica SO(32) mitjançant la dualitat-S. Anàlogament, la teoria de tipus IIB està relacionada amb si mateixa a través de la dualitat-S.
Un altre tipus de relació entre diferents tipus de teories de cordes és la dualitat-T. Aquí es consideren cordes propagant-se a través d'una dimensió circular extra. La dualitat-T estableix que una corda propagant-se en un cercle de radi R és equivalent a una corda propagant-se en un cercle de radi 1/R, en el sentit que totes les quantitats observables en una descripció s'identifiquen amb quantitats en la descripció dual. Per exemple, una corda té un cert moment en propagar-se per un cercle i també pot enrevoltar el cercle una o més vegades. El nombre de vegades que la corda enrevolta un cercle s'anomena índex. Si una corda té un moment p i un índex n en una descripció, tendrà un moment n i un índex p a la descripció dual. Per exemple, la teoria de cordes de tipus IIA és equivalent a la teoria de cordes de tipus IIB mitjançant la dualitat-T i les dues versions de la teoria heteròtica també estan relacionades per la dualitat-T.
En general, el terme dualitat es refereix a una situació en què dos sistemes físics aparentment diferents resulten ser equivalents d'alguna manera no trivial. Si dues teories estan relacionades per una dualitat, vol dir que una teoria pot transformar-se d'alguna manera tal que acabi essent igual que l'altra. Les dues teories són duals una amb l'altra sota la transformació. O dit d'altra manera, les dues teories són descripcions matemàticament diferents d'un mateix fenomen.

### Supersimetria
Un altre concepte teòric que té un paper fonamental en la teoria M és la supersimetria. És una relació matemàtica que existeix a certes teories físiques entre una classe de partícules anomenades bosons i una altra classe de partícules anomenades fermions. Dit d'alguna manera, els fermions són els constituents de la matèria mentre que els bosons són els mediadors de les relacions entre partícules. En les teories amb supersimetria, cada bosó té un fermió associat i viceversa. Quan la supersimetria s'imposa com a simetria local, s'obté automàticament una teoria quàntica que inclou la gravetat. Una teoria d'aquest tipus s'anomena teoria de la supergravetat.
Una teoria de cordes que incorpora la idea de supersimetria s'anomena teoria de supercordes. Hi ha diferents versions de la teoria de supercordes que es subsumeixen en el marc de la teoria M. A baixes energies, les teories de supercordes s'aproximen per la supergravetat en deu dimensions de l'espaitemps. De manera similar, la teoria M s'aproxima a baixes energies per la supergravetat en onze dimensions.

### Branes
En teoria de cordes i teories relacionades com les teories de la supergravetat, una brana és un objecte físic que generalitza la noció de partícula puntual en més dimensions. Per exemple, una partícula puntual pot veure's com una brana de dimensió zero, mentre que una corda pot veure's com una brana de dimensió u. També es poden considerar branes de dimensions superiors; en p dimensions, reben el nom de p-branes. Les branes són objectes dinàmics que es poden propagar a través de l'espaitemps seguint les lleis de la mecànica quàntica. Poden tenir massa i altres atributs com càrrega. Una p-brana escombra una línia d'univers (p+1)-dimensional. Els físics sovint estudien els camps anàlegs al camp electromagnètic que rauen en la línia d'univers d'una brana. El mot «brana» prové de «membrana», que es refereix a una brana bidimensional.
En teoria de cordes, els objectes fonamentals que donen lloc a les partícules elementals són les cordes unidimensionals. Encara que els fenòmens físics descrits per la teoria M encara es coneixen escassament, els físics saben que la teoria descriu branes de dues i cinc dimensions. Gran part de la recerca actual en teoria M se centra en conèixer millor les propietats d'aquestes branes.

## La teoria de cordes i els seus problemes
Un problema ja clàssic de la física és que la relativitat general, la teoria desenvolupada per Albert Einstein que explica coses en escales molt grans o cosmològiques, és irreconciliable amb la mecànica quàntica i el model estàndard, que descriuen l'univers en l'escala subatòmica. A més, hi ha problemes amb el model estàndard: té al voltant de 20 paràmetres lliures que s'han d'introduir a mà, i té un gran nombre de partícules que considera fonamentals (hi ha tres còpies de totes les partícules organitzades en famílies, l'única diferència d'una a l'altra és la massa de les partícules). A més a més, com no es pot conciliar amb la relativitat general, al model estàndard li falta una descripció de la gravetat, la més familiar de les quatre forces fonamentals.
Resulta que considerar objectes fonamentals unidimensionals en comptes de partícules puntuals resol molts d'aquests problemes. El nombre de paràmetres lliures en la teoria baixa de 20 fins a un (un paràmetre que correspon a la mida de les cordes), i hi ha l'esperança que els detalls de la teoria explicaran per què existeixen les tres famílies de partícules. Més important encara, la teoria de cordes conté necessàriament gravitons, la partícula que provoca la gravetat. En definitiva, la teoria de cordes aconsegueix unir la relativitat general i la mecànica quàntica.
Tanmateix, hi ha alguns problemes amb la teoria de cordes. Primer de tot, exigeix 10 dimensions perquè les cordes vibrin, en oposició a les 4 dimensions (3 d'espacials i 1 de temporal) que comunament observem. Això pot semblar ridícul; és, tanmateix, possible si les 6 dimensions extres són extremadament minúscules i es troben cargolades sobre si mateixes. Per exemple, si es mira un tub des d'una gran distància, sembla que sigui només una recta (és a dir, 1 dimensió); una inspecció més detallada del tub, però, mostra 2 dimensions: l'una que és la longitud del tub (la que veiem des de lluny) i una altra al voltant del tub. Així, el tub és realment una superfície de dues dimensions, malgrat que de lluny sembli ser una línia unidimensional.
Un altre problema amb la teoria de cordes és que n'hi ha 5 formulacions diferents. Això és un punt clau per a entendre el paper de la teoria M. Les 5 teories difereixen en el tipus de cordes que permeten i en com implementen la supersimetria, una part tècnica de la teoria de cordes que duu al nom habitual de teoria de supercordes. Aquestes 5 teories diferents (esotèricament anomenades Tipus I, Tipus II A, Tipus II B, SO(32) i E₈×E₈) representen un greu problema per als teòrics de cordes. Com la teoria de cordes afirma ser una teoria de tot, hi hauria d'haver realment només una formulació coherent de la teoria, però en canvi n'hi ha 5. En aquest punt apareix la teoria M.

## La teoria M
El 1995, Edward Witten iniciava el que s'ha anomenat la Segona Revolució de les supercordes presentant la teoria M. Aquesta teoria combina en una sola teoria les 5 diferents teories de cordes, juntament amb un intent prèviament abandonat d'unificar la relativitat general i la mecànica quàntica anomenat supergravetat d'onze dimensions. Això s'aconsegueix creant una sèrie de relacions entre cada una de les teories, relacions anomenades dualitats (específicament, dualitat S, dualitat T i dualitat U). Cada una d'aquestes dualitats proporciona una manera de passar d'una de les teories de cordes a una altra.
La dualitat T és probablement la que es pot explicar més fàcilment. Té a veure amb la mida, denotada per R, del cargolament de les dimensions en les teories de cordes. Resulta que si es pren una teoria de cordes de tipus II A, amb una mida R i el radi es passa a 1/R, llavors acabarà donant lloc al que és equivalent a una teoria de tipus II B de mida R. Aquesta dualitat, junt amb les altres, crea connexions entre les 5 (o 6, si considerem la supergravetat) teories.
De fet, l'existència d'aquestes dualitats ja es coneixia abans del treball de Witten; el que Witten aconseguí demostrar és que totes aquestes teories estaven interconnectades perquè, en realitat, eren totes aproximacions d'una teoria subjacent que les engloba a totes. A més, es demostrà que les equacions que exigien que les cordes es trobessin en un espai de 10 dimensions eren només aproximades. La teoria M (que, recordem, encara es troba a les beceroles) implica 11 dimensions.

### Què significa la M?
Ningú sap per què Witten batejà aquesta teoria amb la lletra M. Algunes possibilitats plantejades són "matricial", "magdalena", "misteriosa", "màgica", "mare de totes les teories", murky ('obscura'), "de membranes" o "monstruosa". Sheldon Glashow creu que, en realitat, és la W de Witten cap per avall.